# U 16 (U-Boot, 1936)
U 16 war ein deutsches U-Boot vom Typ II B, das im Zweiten Weltkrieg von der Kriegsmarine eingesetzt wurde.

## Geschichte
Der Bauauftrag für das Boot wurde am 2. Februar 1935 an die Deutsche Werke AG in Kiel vergeben. Die Kiellegung erfolgte am 5. August 1935, der Stapellauf am 28. April 1936, die Indienststellung unter Kapitänleutnant Heinz Beduhn am 16. Mai 1936. Nach der Indienststellung gehörte das Boot zur U-Flottille „Weddigen“ bzw. der U-Flottille „Lohs“ in Kiel. U 16 unternahm drei Feindfahrten, auf denen zwei Schiffe mit einer Gesamttonnage von 3435 BRT versenkt wurden.

## Einsatzgeschichte

### Erste Feindfahrt
Das Boot lief am 2. September 1939 um 18:00 Uhr von Wilhelmshaven aus und am 8. September 1939 um 16:30 Uhr in Kiel ein. Auf dieser sieben Tage dauernden Minenunternehmung in der Tees-Bucht vor Hartlepool wurden acht Minen gelegt. Die Sperre blieb wirkungslos. Es wurden keine Schiffe versenkt oder beschädigt.

### Zweite Feindfahrt
Das Boot lief am 13. September 1939 um 9:00 Uhr von Kiel aus und am 5. Oktober 1939 um 8:45 Uhr wieder dort ein. Auf dieser 23 Tage dauernden Unternehmung in die Nordsee wurde ein Schiff versenkt.
- 28. September 1939: Versenkung des schwedischen Dampfers Nyland (3.378 BRT) durch einen Torpedo. Er hatte Eisenerz geladen und war auf dem Weg von Antwerpen nach Ramsgate. Es gab keine Toten.

### Dritte Feindfahrt
Das Boot lief am 18. Oktober 1939 um 3:00 Uhr von Kiel aus, um im Ärmelkanal Minen zu verlegen. U 16 legte neun Minen vor Folkestone.
- 21. Oktober 1939: Versenkung des französischen Fischdampfers Sainte Claire (57 BRT) durch einen Minentreffer. Es war ein Totalverlust mit elf Toten.

## Verbleib
Am 25. Oktober 1939 wurde U 16 von dem britischen Admiralty Trawler Cayton Wyke und dem Patrouillenboot Puffin bei Dover angegriffen und schwer beschädigt, konnte zunächst jedoch fliehen und noch Funkmeldung machen. Der letzte Funkspruch des Bootes vom 25. Oktober 1939 um 4:15 Uhr lautete: Boot vor Dover schwer beschädigt, muß versenkt werden. Danach wurde von dem Boot nichts mehr gehört. Es wurde später am gleichen Tag auf der Position 51° 9′ N, 1° 28′ O im Marine-Planquadrat AN 7986 im Flachwasser auf Grund liegend entdeckt. Anscheinend war es kurz nach der letzten Nachrichtenübermittlung auf eine Mine gelaufen und gesunken. Alle 28 Besatzungsmitglieder fanden dabei den Tod.
Die Briten bargen zwölf Tote aus dem Boot, fanden aber auch wertvolles Geheimmaterial. Die Leichen von Kapitänleutnant Wellner und fünf weiteren Männern trieben an der französischen Küste an und wurden auf dem Friedhof von Dünkirchen beigesetzt. Ein Toter aus der Besatzung wurde an der Küste von Ameland angetrieben und geborgen.